# Johannes Zwick (Unternehmer)
Johannes Zwick (* 28. November 1955 auf Sumatra, Indonesien) ist ein deutscher Arzt, Unternehmer und Aufsichtsratsvorsitzender der Johannesbad Unternehmensgruppe.

## Leben
Johannes Zwick ist Sohn des „Bäderkönigs“ Eduard Zwick, der entscheidend zum Aufstieg Bad Füssings als Badekurort in den 1960er Jahren beitrug.
Nach dem Studium der Medizin an der Ludwig-Maximilians-Universität München und der Freien Universität Berlin startete Johannes Zwick 1982 seine Karriere im Familienunternehmen als Vorstandsvorsitzender. Er übernahm die Gesamtleitung und baute das (von seinem Vater nach ihm benannte) Johannesbad zu einem ertragreichen Gesundheitsbetrieb aus. Johannes Zwick wohnt in der Schweiz. Seit 1976 ist er Mitglied des Corps Franconia München und seit 1977 Mitglied des Corps Guestphalia Berlin.
Am 11. Januar 1994 kam Johannes Zwick wegen des Tatvorwurfs der Steuerhinterziehung in Untersuchungshaft, musste dort für vier Monate einsitzen und wurde erst nach Zahlung einer Kaution von 45 Millionen Mark freigelassen. Nach einem Teilgeständnis und Zahlung von 32,8 Mio. DM wurde er 1996 zu einer Freiheitsstrafe von 22 Monaten verurteilt, die zur Bewährung ausgesetzt wurde. Im Dezember 1997 hob der Bundesgerichtshof das Urteil wegen Verjährung auf.